# Памятник Мусе Джалилю (Санкт-Петербург)
Памятник Мусе Джалилю в Санкт-Петербурге в сквере на пересечении Среднего проспекта и Гаванской улицы в Василеостровском районе города.Авторы: скулпторы Я.Нейман, А.Зиякае

## История
Памятник татарскому поэту и Герою Советского Союза Мусе Джалилю был открыт в Санкт-Петербурге 19 мая 2011 г. и является даром Республики Татарстан Санкт-Петербургу. Место было выбрано не случайно: во время Великой Отечественной войны Муса Джалиль под Ленинградом на Ленинградском и Волховском фронте в звании старшего политрука служил военным корреспондентом газеты «Отвага», в 1942 г. попал в плен, затем в концлагерь. Оказавшись в составе Волго-татарского легиона «Идель-Урал», стал участником подпольной организации. После раскрытия подполья был казнён на гильотине 25 августа 1944 года в тюрьме Плётцензее в Берлине.
В торжественной церемонии открытия памятника приняли участие Президент Республики Татарстан Рустам Минниханов, вице-губернатор Санкт-Петербурга Алла Манилова, министр культуры Республики Татарстан Айрат Сибагатуллин, министр образования и науки Республики Татарстан Альберт Гильмутдинов и внучка поэта Лилиан. Поэтесса Халида Гилазова продекламировала два стихотворения Мусы Джалиля на татарском и русском языках.
Памятник представляет собой бронзовый бюст Мусы Джалиля, установленный на гранитный постамент. На передней грани постамента текст посвящения гласит:
Великому сыну татарского народа, защитнику Ленинграда, поэту-воину, антифашисту Мусе Джалилю
На боковых гранях приведены стихи Мусы Джалиля на русском и татарском языках:
Я жить хочу, чтоб Родине отдать

Последний сердца движущий толчок,

Чтоб я и умирая мог сказать,

Что умираю за отчизну-мать

Не страшась кровопролитной битвы,

Мы пойдем, как буря, напролом.

Пусть кому-то быть из нас убитым,

Никому из нас не быть рабом!

Мин яшәргә телим бирер өчен

Илгә соңгы йөрек тибешен.

Үлгәндә дә әйтә алсам иде,

Үлдем, диеп, туган ил өчен.
Түзә алмабыз, кара кан да коярбыз -

Басарбыз, киртәләргә бирмәбез юл:

Теләсәләр асарлар, без үләрбез,

Ләкин һичбер вакытта булмабыз кол.

Автором памятника выступил скульптор Ахнаф Зиякаев.
У памятника Мусе Джалилю проводятся митинги памяти и церемония возложения цветов.